# Gabriel Zughella
Gabriel Eduardo Zughella (Caseros, Provincia de Buenos Aires; 22 de febrero de 1981) es un piloto argentino de karting y automovilismo de velocidad. Iniciado en el ámbito de la primera especialidad, en la que debutó en el año 1990, debutó profesionalmente en el año 2001, compitiendo en la categoría nacional de Sport prototipos GT 2000, siendo integrante del plantel de pilotos que inaugurara esa categoría y a su vez, consagrado como el primer campeón de esta categoría. Ese mismo año, debutaría en la categoría de turismos TC Pista, segunda división de la Asociación Corredores de Turismo Carretera, donde compitió hasta el año 2010, siempre al comando de un Ford Falcon. Participó también en la Clase 3 del Turismo Nacional, donde compitió desde el año 2010 al 2013, alternando su conducción entre los modelos Renault Clio, Chevrolet Astra y Volkswagen Bora. Tras su paso por estas divisionales volvería a competir en karting, participando en desafíos de la categoría Rotax Max a nivel nacional e internacional, consagrándose campeón en Clase Masters DD2 de la RMC BUE en 2014 y en Clase Masters DD2 del Campeonato Sudamericano, corrida en Brasil en el año 2015. En paralelo a ello, continuaba sus participaciones en el automovilismo, compitiendo en la categoría Turismo Pista, al comando de un Renault Clio de la Clase 3.

## Biografía
Iniciado en el ámbito del karting, donde debutó en el año 1990, Gabriel Zughella tendría su oportunidad de competir de manera profesional en el año 2001, cuando participó del campeonato inaugural de la categoría GT 2000, destinada a sport prototipos. En esta temporada, tendría el honor de convertirse en su primer campeón histórico, compitiendo al comando de una unidad diseñada por Tulio Crespi y motorizada con un impulsor del modelo de producción Renault Mégane. Tal logro lo conquistaría al cabo de 10 fechas, alzándose con 4 triunfos. Este título le permitiría en este mismo año debutar en la divisional TC Pista de la Asociación Corredores de Turismo Carretera, donde daría sus primeros pasos en las dos últimas fechas de esta temporada, al comando de una unidad Ford Falcon. Con este modelo, competiría a lo largo de 103 competencias entre 2001 y 2009, conquistando dos victorias, pergaminos que le permitirían al finalizar esta última temporada,  obtener el ascenso al Turismo Carretera. Asimismo, durante el año 2002 tendría su debut y participación en la categoría Top Race, donde competiría al comando de un Alfa Romeo 155.
En el año 2010 finalmente concreta su debut en la máxima categoría del automovilismo argentino, aunque los elevados costos insumidos para poder competir en ella, terminarían haciendo mella en su carrera deportiva, obligándolo a desertar al cabo de las 5 primeras fechas. A pesar de ello, rápidamente conseguiría un auxilio para continuar compitiendo, concretando su debut en la Clase 3 del Turismo Nacional al comando de una unidad Renault Clio y participando en 7 competencias. Tras esta presentación, en el año 2011 se vuelca de lleno a competir en la Clase 3 cambiando de marca y modelo, al subirse por primera vez a un Chevrolet Astra de equipo de Luis Belloso. Con esta unidad conseguiría sus dos únicos triunfos en la categoría, los que le permitieron pelear el campeonato de la temporada 2011, culminando finalmente en la 3.ª colocación. En los años posteriores continuaría compitiendo en la Clase 3, alternando en 2012 entre un Chevrolet Astra y un Volkswagen Bora, para luego regresar al Chevrolet en 2013.
A pesar de haber anunciado su continuidad en el Turismo Nacional al comando de un Ford Focus para el año 2014, finalmente no concretaría tal continuidad, reincursionando en el ambiente del karting al anotarse en el campeonato argentino de la Rotax Max Challenge. En esta disciplina, se presentaría a competir en la categoría Master DD2 conquistando el título a final de temporada. Asimismo, sería invitado a competir en una competencia especial de la Clase 3 del Turismo Pista. Luego de un breve descanso en el automovilismo, en 2015 retorna como competidor titular en la Clase 3 del Turismo Pista, compitiendo al comando de un Renault Clio, participando en las primeras 5 fechas, tras las cuales volvería a inclinarse a competir en el karting, participando del campeonato sudamericano de la Rotax Max, donde también conquistaría el título habiéndose desarrollado este torneo en la república del Brasil.

## Trayectoria
| Año       | Categoría                              | Automóvil        |
| --------- | -------------------------------------- | ---------------- |
| 1990-2000 | Piloto de karts                        | -                |
| 2001      | Debut en GT 2000. Campeón              | Crespi-Mégane    |
| 2001      | Debut en TC Pista, 2 carreras          | Ford Falcon      |
| 2002      | TC Pista                               | Ford Falcon      |
| 2002      | Debut en Top Race                      | Alfa Romeo 155   |
| 2003      | TC Pista                               | Ford Falcon      |
| 2003      | GT 2000, 2 carreras                    | Crespi-Clio      |
| 2003      | Top Race, 2 carreras                   | Alfa Romeo 155   |
| 2004      | TC Pista                               | Ford Falcon      |
| 2005      | TC Pista                               | Ford Falcon      |
| 2006      | TC Pista                               | Ford Falcon      |
| 2007      | TC Pista                               | Ford Falcon      |
| 2008      | TC Pista                               | Ford Falcon      |
| 2009      | TC Pista                               | Ford Falcon      |
| 2010      | Debut en Turismo Carretera, 5 carreras | Ford Falcon      |
| 2010      | Debut en TN Clase 3, 7 carreras        | Renault Clio     |
| 2011      | Clase 3 del Turismo Nacional           | Chevrolet Astra  |
| 2012      | Clase 3 del Turismo Nacional           | Chevrolet Astra  |
| 2012      | Clase 3 del Turismo Nacional           | Volkswagen Bora  |
| 2012      | Clase 2 del Turismo Pista, 1 carrera   | Fiat Uno         |
| 2013      | Clase 3 del Turismo Nacional           | Chevrolet Astra  |
| 2014      | Clase 3 del Turismo Pista, invitado    | Renault Clio     |
| 2014      | Campeón Rotax Max Challenge Argentina  | Rotax Master DD2 |
| 2015      | Clase 3 del Turismo Pista, 5 carreras  | Renault Clio     |
| 2015      | Campeón Sudamericano Rotax Max         | Rotax Master DD2 |

- [4]

## Palmarés

### Automovilismo
| Título  | Categoría | Automóvil     | Año  |
| ------- | --------- | ------------- | ---- |
| Campeón | GT 2000   | Crespi-Mégane | 2001 |

### Karting
| Título  | Categoría           | Clase      | Año  |
| ------- | ------------------- | ---------- | ---- |
| Campeón | Rotax Max Challenge | Master DD2 | 2014 |
| Campeón | Sudamericano Rotax  | Master DD2 | 2015 |